# Socha Anděla strážce (Rohovládova Bělá)
Pískovcová socha Anděla strážce se nalézá u plotu u komunikace odbočující ze silnice II/211 v obci Rohovládova Bělá do obce Vyšehněvice.

## Dějiny
Podle zápisu v kronice obce Rohovládova Bělá se při průjezdu faráře Františka Sgaareho obcí v roce 1736 splašili koně a povoz se zastavil v místě sochy, aniž by se někomu něco stalo. Událost dokládá i nápis na podstavci sochy.
Na pilíři pomníku je další nápis „Tuto sochu nechal z lásky k Bohu ozdobit Leopold a Kateřina Hyhlík v roce 1853.“ Hyhlíkovi (majitelé č.p.27) nechali tento nápis vytvořit na počest záchrany dětí, se kterými se splašil povoz. Před pomníkem se koně bez pomoci zastavili.

## Popis
Na betonovém stupni stojí nízký hranolový podstavec zakončený nahoře profilováním. Na čelní straně podstavce je nápis připomínající záchranu života faráře Sgaareho.
Na podstavci je umístěn uzší pilíř s boky prohnutými dovnitř a ozdobenými volutami. Pilíř je zakončen římsou. Na čelní straně pilíře je v prohlubni umístěn reliéf Panny Marie s Ježíškem. Pod reliéfem je nápis připomínající záchranu dětí.
Pískovcová barokní socha Anděla strážce ochraňujícího malé dítě stojí na římse pilíře.

## Galerie

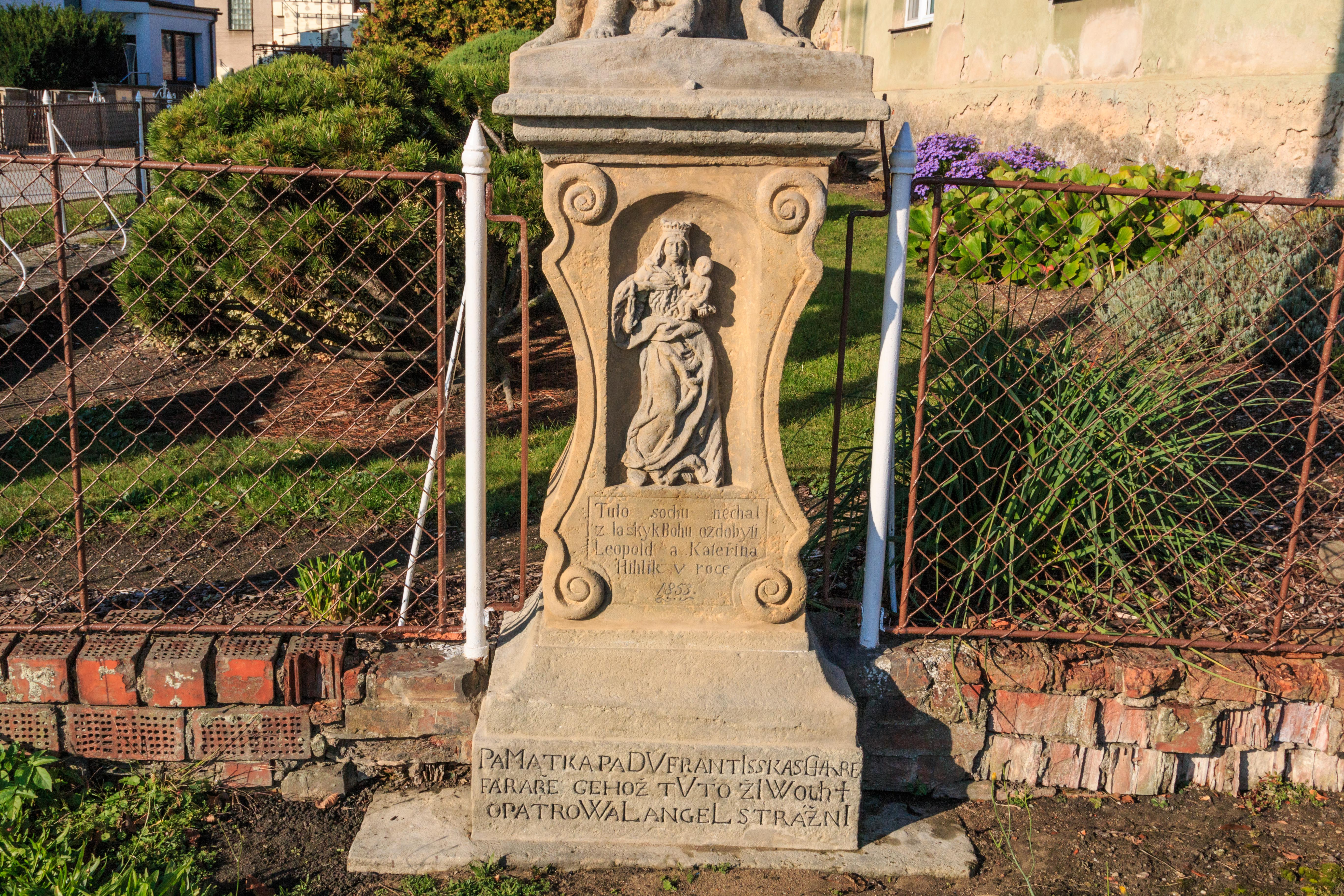
detail podstavce sochy Anděla strážce v Rohovládově Bělé v roce 2019
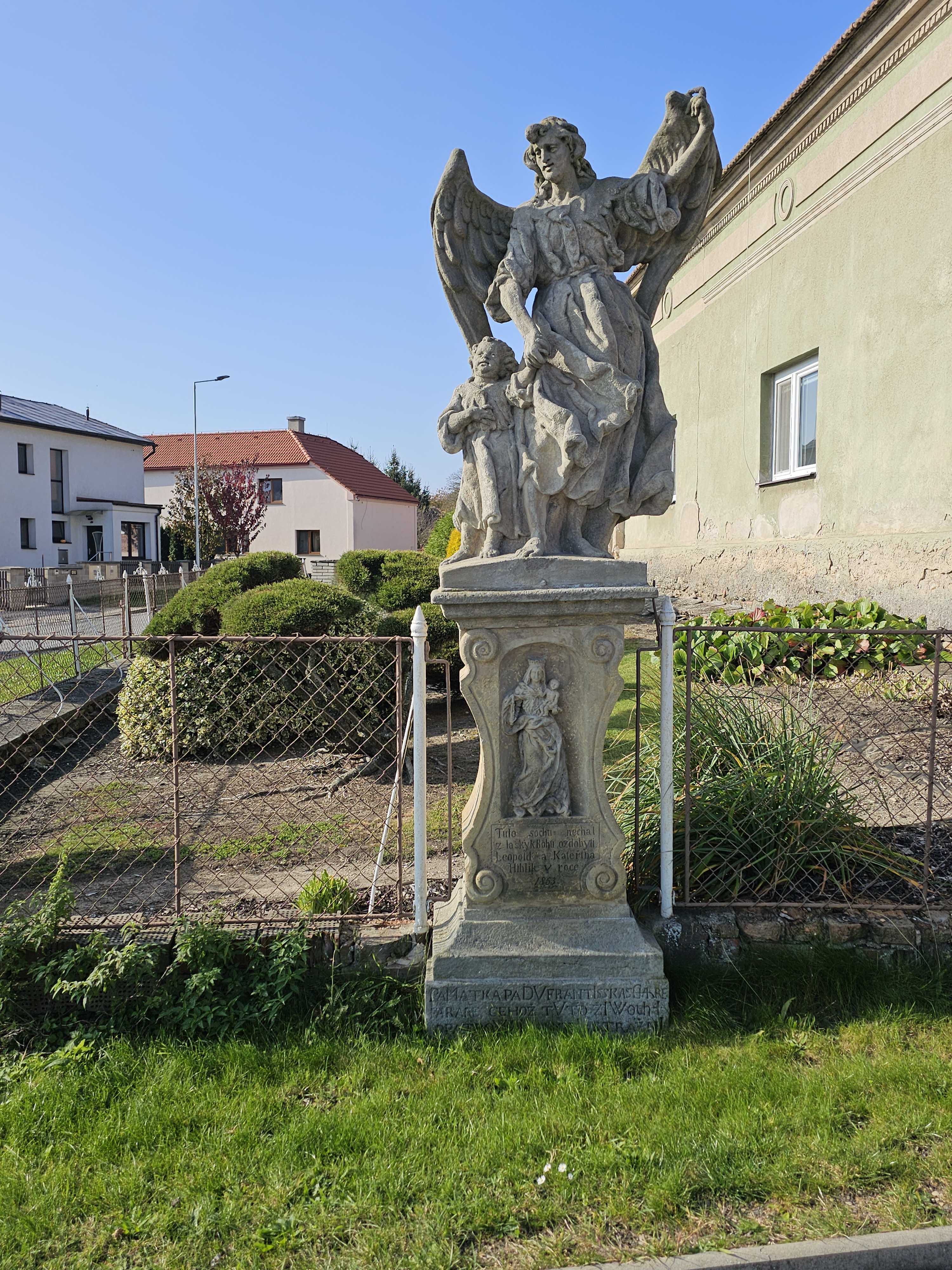
Socha Anděla strážce (Rohovládova Bělá) - stav 2024